# Stephan Praetorius
Stephan Praetorius (Salzwedel, 1536. május 3. – Salzwedel, 1603. május 4.) német teológus. A porosz területnek számító Brandenburgi Őrgrófságban született, a Rostocki Egyetemen folytatta tanulmányait. Az evangélikus ortodoxia egyik korai képviselője volt.